# Kichwa
El Kichwa, quítxua septentrional o equatorial (kichwa shimi) és el segon idioma més parlat de la família del quítxua. És emprada a la Serra i Orient del l'Equador, a l'extrem sud-oest de Colòmbia pels inga i en la selva baixa nord del Perú (inka o quítxua del Pastaza). És cooficial amb el castellà en els tres països "dins de les zones on s'empra". Una norma estàndard s'empra a l'Equador, coneguda com kichwa unificat (Shukllachishka Kichwa).
Han sofert alguns canvis essencials en la sintaxi i per això tenen una posició especial dins del quítxua. La primera descripció gramatical, escrita pel Pare Hernando de Alcocer (S.E.), es troba en un manuscrit del segle xvii.

## Nombre de parlants
Segons el cens equatorià (INEC) del 2010 tenia 591.448 parlants a l'Equador. D'ells 109.000 parlants vivien a les sis províncies de l'Amazones (46.213 a Napo, 29.987 a Orellana, 17.211 a Pastaza, 13.210 a Sucumbíos, 1.528 a Zamora Chinchipe i 810 a Morona Santiago).

## Estandardització
Segons el lingüista Arturo Muyulema, els primers passos per ensenyar el kichwa a les escoles públiques daten dels anys quaranta, quan Dolores Cacuango va fundar diverses escoles indígenes al cantó de Cayambe. Més tard, les organitzacions indígenes van iniciar escoles autogovernades per proporcionar educació en Kichwa als anys setanta i vuitanta (Muyulema 2011: 234).
Muyulema diu que la creació d'obres literàries com Caimi Ñucanchic Shimuyu-Panca, Ñucanchic Llactapac Shimi, Ñucanchic Causaimanta Yachaicuna i Antisuyu-Punasuyu van proporcionar els catalitzadors per a l'estandardització del Kichwa. Això va ser iniciat per la Direcció Nacional d'Educació Intercultural Bilingüe (DINEIB).
Posteriorment, es va crear un nou alfabet per ALKI (Academia de la Lengua Kichwa del Ecuador). Incloïa 21 caràcters; incloses tres vocals (a, i, u); dues semivocals (w, y); i 16 consonants (ch, h, k, l, ll, m, n, ñ, p, r, s, sh, t, ts, z, zh), segons l'article de Muyulema Presente y Futuro de la lengua Quichua desde la perspectiva de l'experiència vasca (Kichwa sisariy ñan) (Muyulema 2011: 234).
Més tard, el diccionari més gran i molt més complet Kichwa Yachakukkunapa Shimiyuk Kamu va ser publicat el 2009 pel lingüista Fabián Potosí, juntament amb altres acadèmics patrocinats pel Ministeri d'Educació de l'Equador.

## Gramàtica
Posseeix una gramàtica bastant pròxima al quítxua meridional i després d'unes poques dificultats la mútua compressió és possible.

### Pronoms
Posseeix 6 pronoms:
|    | Kichwa    | Quítxua meridional | català                       |
| -- | --------- | ------------------ | ---------------------------- |
| 1r | Ñuka      | Ñuqa               | Jo                           |
| 2n | Kan       | Qam                | Tu, vos                      |
| 3r | Pay       | Pay                | Ell, ella                    |
| 4t | Ñukanchik | Ñuqanchik          | Nosaltres, nosaltres         |
| 5è | Kankuna   | Qamkuna            | Vostès, vosaltres, vosaltres |
| 6è | Paykuna   | Paykuna            | Ells, elles                  |

Addicionalment, el quichua de l'Equador posseeix "kikin" com a equivalent al castellà de "vostè", s'utilitza en moments formals o quan un es dirigeix a una persona amb qui no hi ha confiança. El seu plural és "kikinkuna". Al no haver-hi un equivalent al "ñuqayku" (nosaltres exclusiu) en el quichua del nord, el "ñukanchik" compleix totes dues funcions.

### Verb
El verb en el quichua equatorià es compon bàsicament d'una arrel a la qual se li van afegint sufixos per a indicar el significat.

#### Infinitiu
Els verbs en quichua equatorià obtenen el seu infinitiu afegint el sufix -na a l'arrel verbal. Exemples:
Arina = Inaugurar
Sirina = Tirar-se
Paktana = Aconseguir
Purina = Caminar
kallpana = córrer
kaparina = cridar
mikuna = menjar
tushuna = ballar
pukllana = jugar
puñuna = dormir

#### Conjugació verbal
Els verbs com es presenten en els diccionaris estan en la seva forma infinitiva sempre. Per a poder conjugar els verbs hi ha obtenir l'arrel d'aquests. L'arrel s'obté eliminant el sufix -na i col·locant el que el parlant desitgi:
Arina -> Ari-
Sirina -> Siri-
Paktana -> Pakta-
Purina -> Puri-
Així, l'arrel del verb arina ("inaugurar") és ari- a la qual es pot afegir diferents sufixos per a aconseguir el significat desitjat. Per exemple:
Arikunmi = Està inaugurant

#### Sufixos

##### -ri
Aquest sufix reflecteix una acció reflexiva, això és que l'acció té com a objecte al mateix subjecte que la realitza. Exemples:
Aspina = Gratar -> Aspirina = Gratar-se (a un mateix)
Sakina = Deixar -> Sakirina = Quedar-se (Deixar-se a un mateix)
Rikuna = Mirar -> Rikurina = Mirar-se (a un mateix)

##### -ku
Aquest sufix mostra una acció progressiva. Equival en espanyol a la forma "estar -camino/endo":
Arikun = Està inaugurant
Rikukunki = Estàs veient-te
Purikuni = Estic caminant

##### -pa
Aquest sufix mostra cortesia de part del parlant i sol utilitzar-se amb persones amb les quals no hi ha la suficient confiança:
Kunanka chaytami rikupankichik = Ara veuran això
Maytatak purikupankichik = A on estan anant?
Allichu kapanki = Estàs bé?

## Principals diferències amb el quítxua meridional
Respecte al quítxua meridional (llengua quítxua parlada des del sud del Perú fins a Santiago del Estero), amb la qual integren el subgrup chinchay de les quítxua II, existeixen importants diferències extensibles fins i tot a altres varietats del quítxua:

### Pèrdua de les consonants post-vetllessis
En els dialectes meridionals, l'existència de les consonants post-vetllessis influeix en la pronunciació, fent que unes certes vocals tinguin un so més pròxim a la "o" i a la "e" en presència d'aquestes. Com a exemple: ñuqa (jo) té la pronunciació de [ño.qa]. La pèrdua de la post-vetllar fa que aquesta paraula es pronunciï simplement com ñuka.

### Pèrdua de sufixos possessius
La possessió o afiliació ja són exclusivament expressades mitjançant l'anteposició del pronom respectiu flexionat pel sufix -pak (de -paq, "per a").
Existeixen alguns pocs rastres de l'ús de possessius en l'antiguitat, com en l'expressió per a Déu: Apunchik, que originalment significaria "el nostre senyor". D'aquesta dada també s'intueix que la desaparició dels esmentats sufixos ocorre amb posterioritat a la primera evangelització de la zona, esdevinguda poc després de la conquista espanyola.

### Pèrdua de la conjugació objectiva (transitiva)
L'objecte és expressat exclusivament per l'ús de pronoms personals (o noms) derivats amb el sufix -ta, en comptes d'emprar sufixos de derivació verbal bipersonales: no existeixen ja els sufixos direccionals que sí que són presents en el quítxua meridional. Per exemple: kichwa: Kanta rimani (et parlo) i qhichwa: Rimayki (et parlo).

### Progressiu
El progressiu en el quichua del nord, a diferència del meridional, es realitza amb el sufix -ku mentre que en el meridional es realitza amb el sufix -chka o -sha/-sya.